# Čeřínek - jih
Čeřínek - jih je sdružení obcí v okresu Jihlava a okresu Pelhřimov, jeho sídlem je Kostelec a jeho cílem je rozvoj regionu. Sdružuje celkem 6 obcí a byl založen v roce 2002.

## Obce sdružené v mikroregionu
- Kostelec
- Cejle
- Dvorce
- Rohozná
- Dolní Cerekev
- Nový Rychnov